# Episodi di Monty Python's Flying Circus (seconda stagione)

Titoli di testa.

| nº    | Titolo originale                             | Titolo italiano                          | Prima TV UK       | Prima TV Italia |
| ----- | -------------------------------------------- | ---------------------------------------- | ----------------- | --------------- |
| 1-14  | Face the Press                               | Affronta la stampa                       | 15 settembre 1970 | 1992            |
| 2-15  | The Spanish Inquisition                      | L'inquisizione spagnola                  | 22 settembre 1970 | 1992            |
| 3-16  | Déjà Vu                                      | Déjà Vu                                  | 29 settembre 1970 | 1992            |
| 4-17  | The Buzz Aldrin Show                         | Il Buzz Aldrin Show                      | 20 ottobre 1970   | 1992            |
| 5-18  | Live from the Grillomat                      | In diretta dal Grillomat                 | 27 ottobre 1970   |                 |
| 6-19  | It's a Living                                | Sono soldi                               | 3 novembre 1970   |                 |
| 7-20  | The Atilla the Hun Show                      | L'Attila l'Unno Show                     | 11 novembre 1970  | 1992            |
| 8-21  | Archaeology Today                            | Archeologia oggi                         | 17 novembre 1970  |                 |
| 9-22  | How to Recognise Different Parts of the Body | Come riconoscere diverse parti del corpo | 24 novembre 1970  |                 |
| 10-23 | Scott of the Antarctic                       | Scott dell'Antartico                     | 1º dicembre 1970  |                 |
| 11-24 | How Not to Be Seen                           | Come non essere visti                    | 8 dicembre 1970   | 1992            |
| 12-25 | Spam                                         | Spam                                     | 15 dicembre 1970  | 1992            |
| 13-26 | Royal Episode 13                             | Episodio reale 13                        | 22 dicembre 1970  | 1992            |

## Affronta la stampa
- Titolo originale: Face the Press
- Diretto da: Ian MacNaughton
- Scritto da: Graham Chapman, John Cleese, Michael Palin, Eric Idle, Terry Jones, Terry Gilliam
- Guest star: David Ballantyne, John Hughman, Stanley Mason

### Sketch
- Affronta la stampa
- Lo sketch della cucina
- Cartone animato - Monarchi europei in volo, tabaccai che si radono
- Tabaccaio - Pubblicità di prostitute
- Il ministero delle camminate strambe
- La March Futile
- I fratelli Piranha

## L'inquisizione spagnola
- Titolo originale: The Spanish Inquisition
- Diretto da: Ian MacNaughton
- Scritto da: Graham Chapman, John Cleese, Michael Palin, Eric Idle, Terry Jones, Terry Gilliam
- Guest star: Carol Cleveland, Maggie Wilde

### Sketch
- Il volo umano
- L'inquisizione spagnola
- Venditore di scherzi e novità
- Cartone animato - Improvvisamente - La testa animata
- Tasse sulla "cosina"
- Sondaggi d'opinione
- Le foto dello zio Ted
- La versione segnaletica di "Cime tempestose"
- Giulio Cesare e la lampada per segnalazioni
- "Sfida all'O.K. Cural" in codice morse
- La versione con i segnali di fumo di "Gli uomini preferiscono le bionde"
- La scena del tribunale - Sciarade
- L'inquisizione spagnola su un autobus

## Déjà Vu
- Titolo originale: Show 5
- Diretto da: Ian MacNaughton
- Scritto da: Graham Chapman, John Cleese, Michael Palin, Eric Idle, Terry Jones, Terry Gilliam
- Guest star: Carol Cleveland

### Sketch
- Un vescovo che fa le prove
- Lezioni di volo
- L'aereo dirottato
- Il poeta McTagle
- Il lattaio psichiatra
- Lamentele
- Déjà Vu - È la mente

## Il Buzz Aldrin Show
- Titolo originale: The Buzz Aldrin Show
- Diretto da: Ian MacNaughton
- Scritto da: Graham Chapman, John Cleese, Michael Palin, Eric Idle, Terry Jones, Terry Gilliam
- Guest star: Sandra Richards, Stanley Mason

### Sketch
- Cartone animato - La metamorfosi
- Lo sketch degli architetti
- Come riconoscere un massone
- Cartone animato - La terapia antimassonica
- Lo sketch dell'assicurazione automobilistica
- Il vescovo
- Il salotto sul marciapiede
- L'associazione dei poeti delle East Midlands
- Una scelta di visione
- Intervista con un uomo nudo
- Il vescovo......ancora?!
- Cartone animato - La maledizione delle cinque rane
- Lo sketch del farmacista
- Dopobarba
- Sondaggi d'opinione
- L'agente di ronda Pan-Am

## In diretta dal Grillomat
- Titolo originale: Live from the Grillomat
- Diretto da: Ian MacNaughton
- Scritto da: Graham Chapman, John Cleese, Michael Palin, Eric Idle, Terry Jones, Terry Gilliam
- Guest star: Carol Cleveland, Lyn Ashley, Connie Booth

### Sketch
- In diretta dal Grillomat
- "Ricatti!"
- L'associazione per la sistemazione delle cose sopra altre cose
- La fuga - Dal film
- Cartone animato - La fuga
- Attualità
- Cartone animato - La fuga continua
- Continuo da scappare dal film
- Lo sketch degli incidenti
- Interruzione
- Sette spose per sette fratelli
- Cartone animato - A caccia di porcellini - salvadanaio
- Il macellaio che è alternativamente scortese e cortese
- Documentario su un pugile
- Il conduttore su un autobus

## Sono soldi
- Titolo originale: It's a Living
- Diretto da: Ian MacNaughton
- Scritto da: Graham Chapman, John Cleese, Michael Palin, Eric Idle, Terry Jones, Terry Gilliam
- Guest star: Carol Cleveland, Rita Davies, Ian Davidson

### Sketch
- "Sono soldi"
- L'ora sulla BBC1
- La cerimonia di premiazione scolastica
- "Se...." un film Mr. Diblet
- "La finestra posteriore" un film di Mr. Diblet
- "L'arcobaleno di Finian"
- Il Ministro degli Esteri
- Il letame - Il club del libro del mese
- L'indiano morto
- L'intervista con Timmy Williams
- Raymond Luxury-Yacht
- Cartone animato - Atleti sessuali
- L'anagrafe - Matrimonio
- Cartone animato - Il principe e la macchia nera
- Speciale serata elezioni

## L'Attila l'Unno Show
- Titolo originale: The Attila the hun show
- Diretto da: Ian MacNaughton
- Scritto da: Graham Chapman, John Cleese, Michael Palin, Eric Idle, Terry Jones, Terry Gilliam
- Guest star: Carol Cleveland, Lyn Ashley, Ian Davidson

### Sketch
- L'Attila l'Unno Show
- Attila la monaca
- Lo spogliarello del Segretario di Stato
- Sondaggi d'opinione sui politici
- Il derattizzatore
- Rivestimento
- Pecora killer
- Cartone animato - La pecora assassina
- Il notiziario per pappagalli
- Il notiziario per gibboni
- Oggi in Parlamento
- Il notiziario per vombati
- Cartone animato - Attila il panino
- L'idiota nella società rurale
- Partita amichevole Inghilterra-Islanda
- La corsa delle tre
- Quiz a premi

## Archeologia oggi
- Titolo originale Archeology today
- Diretto da: Ian MacNaughton
- Scritto da: Graham Chapman, John Cleese, Michael Palin, Eric Idle, Terry Jones, Terry Gilliam
- Guest star: Carol Cleveland

### Sketch
- Trailer - I programmi per l'autunno della BBC
- Cartone animato - Archeologia
- "Archeologia oggi"
- Il parroco strambo - Appello alla sanità mentale
- Leapy Lee
- L'ufficio dell'anagrafe - Scambismo
- Lo sketch del dottore strampalato - Subito abbandonato
- Cartone animato - Calcio, diamante delle uova, pubblicità di un libro
- Il signore e la signora Stupido
- I cacciatori di zanzare
- I giudici checche
- La signora Cosa e la signora Entità
- Lo storno triste di Beethoven
- Shakespeare
- Michelangelo
- Colin "Mannaia" Mozart - Derattizzatore
- Ancora giudici

## Come riconoscere diverse parti del corpo
- Titolo originale: How to recognise differents parts of body
- Diretto da: Ian MacNaughton
- Scritto da: Graham Chapman, John Cleese, Michael Palin, Eric Idle, Terry Jones, Terry Gilliam
- Guest star: Carol Cleveland

### Sketch
- "Come riconoscere diverse parti del corpo"
- Lo sketch dei Bruce
- Pallini
- L'uomo che contraddice le persone
- Chirurgia estetica - Raymond Luxury-Yacht
- Esercitazione di marcia nel campo
- Cartone animato - Le auto assassine
- La campagna aerea a prezzi stracciati
- L'associazione delle cittadine di Batley presenta il primo trapianto al cuore
- La prima produzione subacquea di "Misura per misura"
- La morte di Maria Stuarda
- L'esplosione di un pinguino su un televisore
- C'è stato un omicidio
- Il concorso canoro europeo per poliziotti
- "Bing tiddle tiddle bing" (canzone)

## Scott dell'Antartico
- Titolo originale: Scott of the Antartic
- Diretto da: Ian MacNaughton
- Scritto da: Graham Chapman, John Cleese, Michael Palin, Eric Idle, Terry Jones, Terry Gilliam
- Guest star: Carol Cleveland, Lyn Ashley

### Sketch
- Il film francese sottotitolato - "La Fromage Grande"
- Scott dell'Antartico
- Scott del Sahara
- Cartone animato - Condrad Poohs e i suoi denti che ballano
- Licenza per pesci
- L'incontro di rugby tra il consiglio comunale di Derby e gli All Blacks
- Gli imitatori di Long John Silver contro i ginecologhi di Bournemouth

## Come non essere visti
- Titolo originale: How not to be seen
- Diretto da: Ian MacNaughton
- Scritto da: Graham Chapman, John Cleese, Michael Palin, Eric Idle, Terry Jones, Terry Gilliam
- Guest star: Carol Cleveland

### Sketch
- La campagna per il caffè Conquistador
- Il solco ripetuto
- Lo spogliarello di Ramsey McDonald
- In cerca di un lavoro
- Cartone animato - La cospirazione comunista cinese, il dentifricio Crelm, la benzina Shrill
- Lo sketch di Agatha Christie - Gli orari ferroviari
- Il Signor Neville Rotaia
- Lo scrittore Gavin Millarrrrrrrrrrrrrr
- Il regista - Denti
- Sondaggi d'opinione tra gentiluomini della città
- Religioni eccentriche Spa
- Come non essere visti
- L'attraversamento dell'Atlantico in triciclo
- L'intervista in un casellario
- "Yummy, Yummy, Yummy, I Got Love In My Tummy" (canzone)
- Ancora "Il circo volante dei Monty Python" in trenta secondi

## Spam
- Titolo originale: Spam
- Diretto da: Ian MacNaughton
- Scritto da: Graham Chapman, John Cleese, Michael Palin, Eric Idle, Terry Jones, Terry Gilliam
- Guest star: nessuna

### Sketch
- "L'aquila nera"
- Il frasario ungherese
- Tribunale - Il frasario
- Forum mondiale - Quiz comunista
- "Ypres 1914" - Interrotto
- Lo sciopero delle gallerie d'arte
- "Ypres 1914"
- L'ospedale per gigionite acuta
- La disposizione dei fiori
- Spam

## Episodio reale 13
- Titolo originale: Royal episode 13
- Diretto da: Ian MacNaughton
- Scritto da: Graham Chapman, John Cleese, Michael Palin, Eric Idle, Terry Jones, Terry Gilliam
- Guest star: Carol Cleveland, Ian Davidson

### Sketch
- La Regina ci guarderà
- La miniera di carbone - Una discussione storica
- Un uomo che dice le cose con giri di parole
- Un uomo che pronuncia solo la parte finale delle parole
- Un uomo che pronuncia solo la parte iniziale delle parole
- Un uomo che pronuncia solo la parte centrale delle parole
- Cartone animato - Il dentifricio Crelm
- Pubblicità
- Come nutrire un pesce rosso
- L'uomo che colleziona le uova dei bird watcher
- Lo sketch dell'assicurazione
- La regina si sintonizza
- L'ospedale diretto da un sottoufficiale
- L'alpinista
- La versione esplosiva di "Sul bel Danubio blu"
- Il collegio femminile
- Il sottomarino
- Un uomo con un ermellino nella testa
- La scialuppa di salvataggio - Cannibalismo
- Lo sketch delle pompe funebri